# Лівонде
Ліво́нде (англ. Liwonde) — містечко, центральний населений пункт у складі двох дистриктів Балака та Мачинга Південного регіону Малаві.
Цікавим фактом є те, що місто знаходиться на обох берегах річки, яка є кордоном двох дистриктів. Саме через це дві частина міста знаходяться в різних дистриктах. У складі дистрикту Балака знаходиться 6,23 км² західної частини на лівому березі, у складі дистрикту Мачинга — 28,26 км² східної частини на правому березі.
Населення — 36421 особа (2018, 22927 у 2008, 15701 у 1998, 8694 у 1987).
Станом на 2018 рік у західній частині (дистрикт Балака) міста проживає 13047 осіб, у східній частині (дистрикт Мачинга) — 23374 особи.